# Pont Kennedy (Liège)
Ne doit pas être confondu avec Viaduc Kennedy ou Pont Kennedy (Bonn).
Le pont Kennedy est un pont de la ville de Liège. Il traverse la Meuse au niveau du centre de Liège, qu'il relie au quartier de Longdoz.

## Historique
Le premier pont date de 1837, et s'écroule après seulement 5 mois. Un deuxième pont est reconstruit entre 1841 et 1843, il était alors appelé Pont de la Boverie ou Pont Neuf. Construit environ huit siècles après l'historique pont des Arches, il s'agit du deuxième pont le plus ancien franchissant la Meuse à Liège.
Épargné lors de la Première Guerre mondiale, il est dynamité en 1940. Un pont provisoire est mis en place en 1946.
Le nouveau pont ne sera reconstruit qu'en 1958, réalisation de l'architecte Georges Dedoyard, et inauguré en 1960. Après l'assassinat du président John Fitzgerald Kennedy en 1963, il est rebaptisé.
Ce pont est aujourd'hui un point de passage sur la Meuse très fréquenté avec pas moins de 15 000 véhicules par jour.

## Rues adjacentes
- Quai Paul van Hoegaerden
- Quai Édouard van Beneden
- Rue Grétry
- Quai Churchill

## Galerie

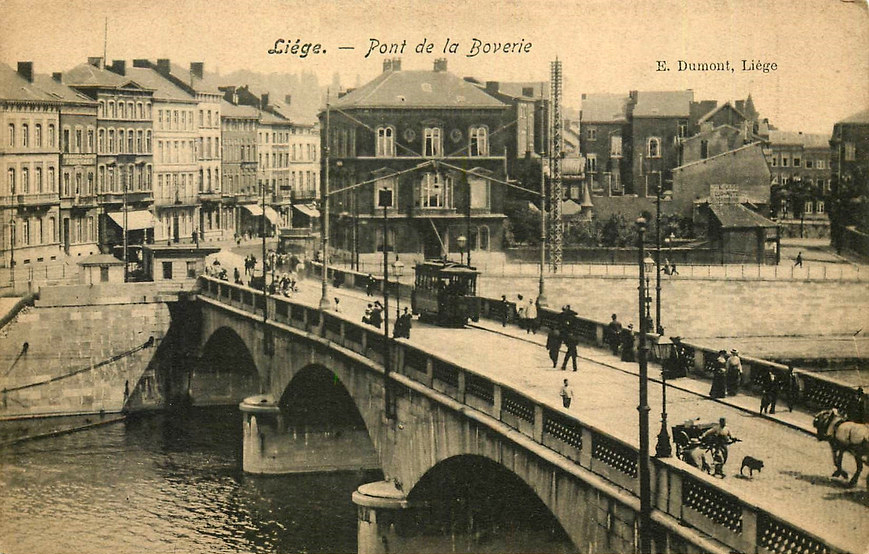
Le pont Neuf / de la Boverie avant 1940, donnant sur la rue Grétry.
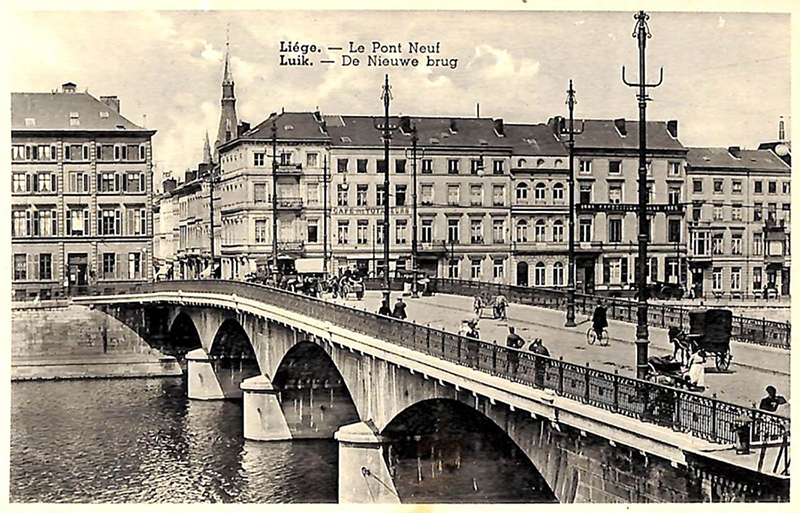
Idem, donnant sur la rue André Dumont.